# Mutokuane
Mutokuane ist eine Art Rauchware aus der Pflanze Cannabis sativa. Die Bezeichnung stammt aus dem südlichen Zentralafrika, wo das Rauchen von Cannabis bei den Stämmen der Makololo und Batoko verbreitet ist.
Der britische Forscher Mungo Park hat den Gebrauch von Mutokuane in seinen Reiseberichten Reisen in Central-Afrika erwähnt.